# Plac'hedigoù o ler rous
 (octobre 2012).
Plac'hedigoù o ler rous (Des petites filles à la peau brune en français) est le titre, en forme de contrepèterie, d'une œuvre en langue bretonne écrite par Yvon Gourmelon, sous son nom d'auteur Yann Gerven (né en 1946).

## Présentation
Elle fut publiée en 1995 avec le soutien de l'Institut culturel de Bretagne à l'initiative de Ronan Huon alors directeur des Éditions Al Liamm.
C'est un recueil de seize nouvelles mêlant humour et science-fiction publiées à l'origine dans Planedenn (1979-1985) et "Al Liamm" (1984-1986).
Un exemplaire de cette œuvre se trouve dans la collection du Centre de Recherche Bretonne et Celtique. 

## Éditions
- (br) Yvon Gourmelon, Plac'hedigoù o ler rous, Brest, Al Liamm, 1995, 204 p. (ISBN 2-7368-0047-8, présentation en ligne)